# Åke Borg
Claes Åke Borg (ur. 18 sierpnia 1901 w Sztokholmie, zm. 6 czerwca 1973 tamże), szwedzki pływak, brat-bliźniak innego szwedzkiego pływaka Arne Borga.

## Osiągnięcia
- brązowy medal olimpijski w 1924 w sztafecie 4 × 200 m stylem dowolnym
- brązowy medal Mistrzostw Europy w 1926 w sztafecie 4 × 200 m stylem dowolnym